# Elizabeth David
Elizabeth David CBE (nascida Elizabeth Gwynne; 26 de dezembro de 1913 — 22 de maio de 1992) foi uma escritora britânica de culinária que, em meados do século XX, influenciou fortemente a revitalização da arte da culinária caseira com artigos e livros sobre a cozinha europeia e de pratos britânicos tradicionais.
Nascida em uma família de classe alta, David se rebelou contra as normas sociais da época. Ela estudou arte em Paris, tornou-se uma atriz, e fugiu com um homem casado com quem navegou em um pequeno barco para a Itália, onde o seu barco foi confiscado. Eles quase foram presos pela invasão alemã na Grécia em 1940, mas fugiu para o Egito, onde eles se separaram. Ela então trabalhou para o governo britânico, organizando uma biblioteca no Cairo. Enquanto lá, ela se casou, mas o casamento não foi de longa duração.
Após a guerra, David voltou para a Inglaterra, e, consternada com a melancolia comida, escreveu uma série de artigos sobre a culinária mediterrânica, que atraiu a imaginação do público, e em 1950, lançou o livro A Book of Mediterranean Food. Ela corajosamente pediu ingredientes tais como berinjelas, manjericão, figos, alho, azeite e açafrão, que na época eram pouco disponíveis mesmo em Londres. Dentro de alguns anos, no entanto, paella, moussaka, ratatouille, hummus e gazpacho tornou-se pratos conhecidos em toda a Grã-Bretanha, tanto em restaurantes e em cozinhas.

### Livros
- 1950: A Book of Mediterranean Food, decorado por John Minton. Londres: John Lehmann OCLC 1363273
- 1951: French Country Cooking, decorado por John Minton. Londres: John Lehmann OCLC 38915667
- 1954: Italian Food, decorado por Renato Guttuso. Londres: Macdonald OCLC 38915667
- 1955: Summer Cooking, decorado por Adrian Daintrey. Londres: Museum Press OCLC 6439374
- 1960: French Provincial Cooking, decorado por Juliet Renny. Londres: Michael Joseph OCLC 559285062
- 1970: Spices, Salt and Aromatics in the English Kitchen. Harmondsworth: Penguin ISBN 0-14-046163-9
- 1977: English Bread and Yeast Cookery, com ilustração de Wendy Jones. Harmondsworth: Penguin ISBN 0-14-046299-6
- 1984: An Omelette and a Glass of Wine. Jill Norman (ed.) Londres : Robert Hale ISBN 0-7090-2047-3 (coletânea de artigos publicados.)

## Publicações póstumas
- 1994:  Harvest of the Cold Months: the social history of ice and ices. Londres : Michael Joseph ISBN 0-7181-3703-5
- 1997: South Wind Through the Kitchen: the best of Elizabeth David. Jill Norman (ed.) Londres Michael Joseph ISBN 0-7181-4168-7
- 2000: Is There a Nutmeg in the House?; Jill Norman (ed.) Londres: Michael Joseph ISBN 0-7181-3703-5
- 2003: Elizabeth David's Christmas; Jill Norman (ed.) Londres: Michael Joseph ISBN 0-7181-4670-0
- 2010: At Elizabeth David's Table: her very best everyday recipes.  Jill Norman (ed.) Prefácio de Jamie Oliver, Johnny Grey, Rose Gray, Sally Clarke, Simon Hopkinson, Hugh Fearnley-Whittingstall. Londres: Michael Joseph ISBN 978-0-7181-5475-2